# Reggie Robinson
Reginald Robinson II (Ruston, 14 aprile 1997) è un giocatore di football americano statunitense che milita nel ruolo di cornerback per i Dallas Cowboys della National Football League (NFL).

## Carriera

### Dallas Cowboys
Robinson al college giocò a football alla Tulsa University. Fu scelto dai Dallas Cowboys nel corso del quarto giro (123º assoluto) del Draft NFL 2020. Nella sua stagione da rookie fece registrare un tackle e un fumble forzato in 5 presenze, nessuna delle quali come titolare.